# Paramigas perroti
Espèce
Synonymes
- Myrtale perroti Simon, 1891
- Paramigas subrufus Pocock, 1895

Paramigas perroti est une espèce d'araignées mygalomorphes de la famille des Migidae.

## Distribution
Cette espèce est endémique de la région d'Atsinanana à Madagascar,.

## Description
Les femelles mesurent de 14,0 à 20,7 mm.

## Étymologie
Cette espèce est nommée en l'honneur d'Edouard Perrot (1863-1903).

## Publication originale
- Simon, 1891 : Études arachnologiques. 23e Mémoire. XXXVIII. Descriptions d'espèces et de genres nouveaux de la famille des Aviculariidae. Annales de la Société entomologique de France, vol. 60, p. 300-312 (texte intégral).